# Xubuntu
 (août 2023).
Xubuntu est un système d'exploitation libre de type GNU/Linux. C'est un projet issu de la Fondation Ubuntu utilisant l'environnement de bureau graphique Xfce à la place de Gnome 3 (et précédemment Unity).
Le projet Xubuntu est une distribution Linux dérivée de Ubuntu, car tous deux partagent exactement la même base, des logiciels communs (Synaptic), les mêmes dépôts APT, le même nom de code et le même cycle de développement.

## Différences principales entre Xubuntu et Ubuntu
- Si vous ne connaissez pas le sujet, laissez ce bandeau (vous pouvez alors contacter les auteurs).
- Si vous supprimez le contenu mis en cause (vous pouvez préalablement contacter les auteurs),

argumentez précisément cette suppression dans la page de discussion
(un manque de référence n'est pas un argument ; une recherche réelle de référence doit avoir été effectuée, être formellement documentée).
La différence entre Xubuntu et Ubuntu est à peu près la même qu'entre Xfce et GNOME.
Xfce a comme principale caractéristique d'être plus léger et plus réactif tout en restant compatible avec les applications GNOME et KDE.
On peut aussi remarquer :

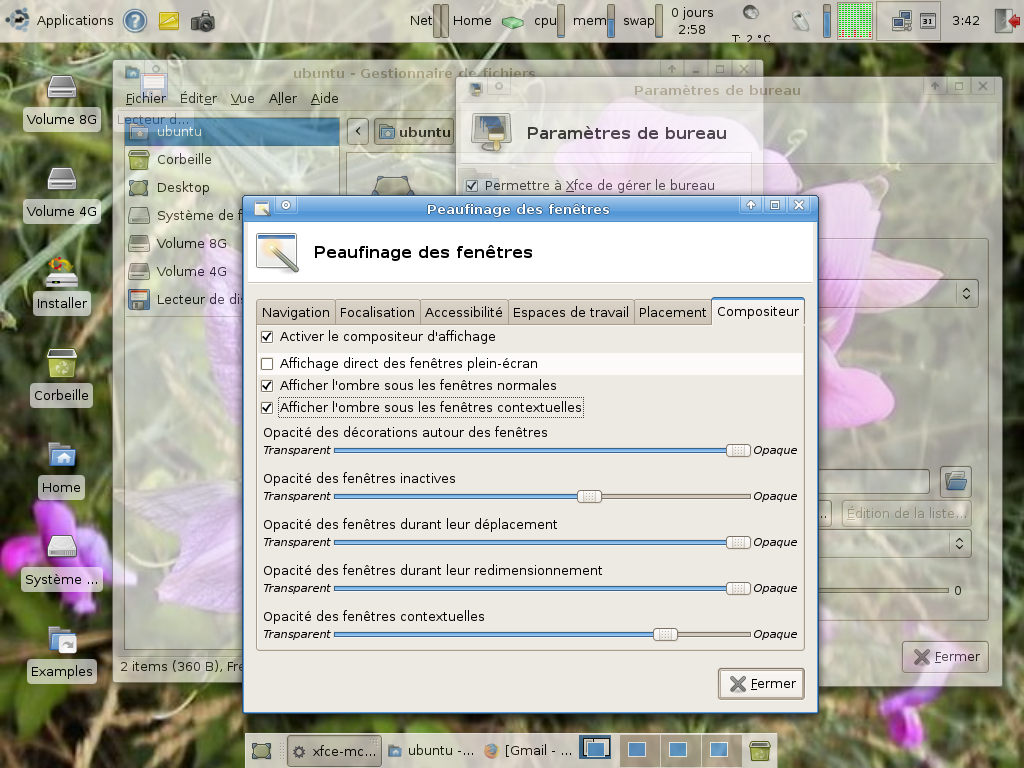
Xubuntu permet de multiples effets graphiques tel que la transparence.

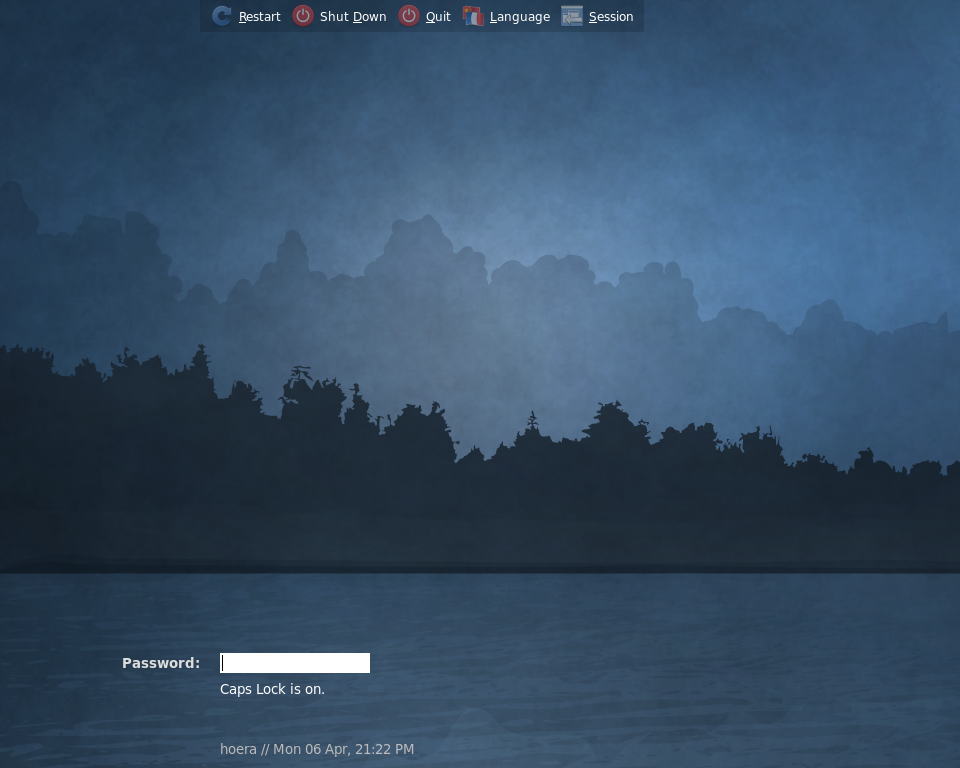
Xubuntu 9.04, écran de connexion.

- La prise en charge des applets sur les panneaux via des plugins (exemples de plugins : tâches, barre de commandes, raccourcis, heure, flux entrants/sortants d'une interface réseau, météo, graphique du CPU, icône de notification de courriel, volume, bureaux…), ce qui permet de les adapter aux envies et aux besoins de l'utilisateur (comme avec GNOME) ;
- Que le choix des raccourcis clavier est plus libre que pour GNOME (GNOME propose de monter et de baisser le volume, actions auxquelles on associe des raccourcis clavier), alors que sous Xubuntu, le raccourci clavier est directement lié à une commande. Ceci autorise une personnalisation très poussée et très efficace, car des opérations complexes peuvent être exécutées par une simple combinaison de touches. Ainsi, on peut lancer gksu synaptic avec, par exemple, Ctrl + Alt + S, régler le niveau sonore à 50 % avec, par exemple, AltGr + =, exécuter le gestionnaire des tâches avec, par exemple, Ctrl + Alt + Suppr ou éteindre proprement la machine avec, par exemple, Super + E. Tout script - par exemple pour transcoder une vidéo, extraire les images d'un fichier PDF ou programmer une alarme - peut tout aussi facilement être associé à un raccourci clavier pour être lancé en mode graphique[2]. Les fonctions préprogrammées du gestionnaire de fenêtres peuvent également être associées à des raccourcis clavier : maximiser horizontalement et/ou verticalement une fenêtre, changer de bureau, déplacer la fenêtre vers un autre bureau, enrouler la fenêtre, etc. Compte tenu des combinaisons de touches utilisables (notamment avec les touches Super, Ctrl, shift, Alt et AltGr), le nombre des raccourcis possibles est considérable et permet une personnalisation aussi aisée qu'efficace, qui peut remplacer avantageusement, voire rendre superflu, l'usage de la souris ;
- Une interface graphique de paramétrage claire permettant de tout configurer simplement ;
- Un gestionnaire de session apte à relancer la plupart des applications qui étaient en cours lors de la dernière déconnexion et permet de choisir le langage de la session ;
- Que Xubuntu est moins connue et dispose par conséquent de moins d'assistance dédiée (mais une grande partie de l'assistance d'Ubuntu reste valable pour Xubuntu) ;
- Que Xubuntu n'est pas idéalement adapté à AIGLX ni au serveur X Xgl ;
- Que le plugin "deskbar" (qui permet d'ajouter une ligne de commande à un des panneaux) est meilleur sous GNOME ;
- Que bon nombre d'applications ont été remplacées pour être plus légères dans le but d'éviter d'avoir à charger toutes les bibliothèques GNOME (GTK+). De ce fait, certaines sont un peu moins performantes que celles livrées avec GNOME par défaut, mais ces dernières peuvent très bien tourner sous Xubuntu. Par exemple, on peut citer le logiciel Xfmedia ;
- Que Xfce peut aussi bien ressembler à GNOME qu'à KDE, voire à Windows ou MacOS, car il est possible de beaucoup personnaliser son apparence visuelle.

## Logiciels fournis
Xubuntu inclut par défaut de nombreux logiciels, dont notamment :
- LibreOffice : Suite bureautique libre contenant notamment un outil de traitement de texte et un tableur ;
- Catfish : outil de recherche de fichiers (inspiré des moteurs de recherche de bureau) qui s'appuie sur la commande locate ;
- Common Unix Printing System : gestionnaire d'impression ;
- Evince : lecteur de PDF ;
- Firefox : navigateur Web ;
- Mousepad : éditeur de texte léger ;
- Orage : calendrier programmable ;
- Parole : lecteur multimédia ;
- Pidgin : client de messagerie instantanée ;
- Thunar : gestionnaire de fichiers ;
- Thunderbird : client de messagerie ;
- XChat : logiciel de communication (client IRC) ;
- Xfburn : un logiciel de gravure de disques ;
- Xsane : gestionnaire de scanneur ;
- Logithèque : gestionnaire de téléchargement et d'installation de logiciels.

Xubuntu est très facilement et hautement configurable (bureaux, raccourcis, menus, etc.). De plus, le bureau Xfce étant compatible avec les applications destinées à Gnome ou à KDE, il est possible d'installer quantité d'autres logiciels, tels Akregator (agrégateur de flux RSS), Gparted (puissant éditeur de partitions), Nautilus (explorateur de fichiers), Libre Office (suite bureautique), Comix (lecteur de bandes dessinées numériques), Kalzium (base de données chimiques), Kate (éditeur de texte avancé), Stellarium (planétarium) ou VLC (lecteur multimédia).

## Distributions dérivées
Voici quelques-unes des distributions notables, dérivées de Xubuntu :
- Element OS (en) †
- Emmabuntüs
- Enso OS †
- Linutop OS
- UberStudent (en)
- Voyager, distribution française[52]